# MARCH
MARCH(マーチ)는 일본 도쿄의 5개 명문 사립 대학을 일컫는 말이다.
- 메이지 대학 (明治大学) (MEIJI)
- 아오야마 가쿠인 대학 (青山学院大学) (AOYAMA GAKUIN)
- 릿쿄 대학 (立教大学) (RIKKYO)
- 주오 대학 (中央大学) (CHUO)
- 호세이 대학 (法政大学) (HOSEI)

## 유래
대학수험에 편차치 개념이 사용되기 시작한 1960년대 닛토코마센(日東駒専)과 함께 등장한 용어. 이미 명청입법중(일본어: 明青立法中)이라는 용어로 수험지도시 사용되어있었으나 어감이 좋지않은 탓에 오우분샤(旺文社)의 케세츠(螢雪)시대라는 수험정보지의 편집장에 새로 만들었다는 설이 유력하다.
명청입법중(明青立法中)이 생긴 유래로서는 이하의 설이 있다.
- 도쿄도립 히비야 고등학교의 진학담당 교사가 도쿄 6대학중 도쿄 대학과 와세다 대학, 게이오기주쿠 대학을 제외한 3대학이 편차치적으로 가까운 2개대학을 추가해 진로 지도에 사용했다는 설.
- 요요기제미나(代々木ゼミナール)사립대학 수험붐에 맞추어 사용하기 시작했다는 설
- 연수학관(研数学館)이 도쿄 6대학에 들어가있지 않은 주오 대학을 6개대학과 다른 새로운 대학군으로서 분류하기 위해 만들어냈다는 설.

다만,이상의 설들은 어떠한 것들도 유력한 문헌이 없고 속설로서 유포되고 있는 탓에 현지점에서는 명청입법중(明青立法中)의 유래는 불명이다.

## 대학간의 교류
원래는 대학수험시 사용되던 용어로, 전혀 교류가 없는 관계에 있었다.
현재도 5개 대학이 모두 참여하여 이루어지는 공적인 집회는 없다. 하지만 이들 5개 대학을 중심으로 도쿄 12대학 홍보 연락 협의회가 만들어졌다. 또한 학생 레벨에서는 와세다대학, 게이오기주쿠 대학이나 닛토코마센과 협력하여 조직화를 하는 케이스가 많다.

## 그 외의 개요
- 1970년대에는 국립대학이 공통1차시험(센터시험의 전신)을 도입하여 수도권을 중심으로 수험생의 국립기피, 사립대학이 인기를 얻게되어 MARCH는 과열된 사립대 인기를 특징짓는 단어가 되었다.
- 1970년대에는 조치 대학을 포함하여 JMARCH(J-MARCH) 혹은 신(新)도쿄 6대학등의 용어가 사용된적이 있다. 또한 미션계 3교(조치, 아오야마가쿠인, 릿쿄)를 함께 지원하는 것을 JAL팩(バック)이라고 부르기도 하였다. 하지만, MARCH의 각 대학이 대학의 규모를 확장하여 교외이전을 실시한 시기에 조치대학은 현 부지에서 이동하지 않았기 때문에 학생의 인기가 높아지게 되어 현재는 조치 대학을 포함시키는 일은 없다.
- 1960년대에는 와세다 대학 (W)과 게이오기주쿠 대학 (K)을 포함하여 WKMARCH라는 용어를 사용하기도 했다.
- 명청입법중(明青立法中) 대신 MARCH라는 용어가 등장할 무렵, CHARM이라는 용어가 사용되기도 했다. 하지만 1980년대에 들어서부터 사용되지 않고 있다.
- 일부 예비교에서는 2000년대 후반부터 MARCH가 아닌 명청입법중(明青立法中)을 사용하는 케이스가 보이고 있다.
- 2005년 경부터 가쿠슈인 대학 (G)을 포함하여 GMARCH라는 용어를 사용하기도 한다.
- 2014년 문부과학성이 지정한 슈퍼 글로벌 대학에 메이지 대학, 릿쿄 대학, 호세이 대학이 선정되었다.

## 같이 보기
- 소케이
- 도쿄 6대학
- 도쿄 6대학 야구 연맹
- 간칸도리쓰